# Llengües nakh
Les llengües nakh o llengües caucàsiques nord-orientals centrals és una família de llengües que es parla majoritàriament a Rússia (Txetxènia i Ingúixia) i en alguns pobles de Geòrgia. Inclouen les següents llengües:
- Txetxè: aprox. 950.000 parlants. La diàspora txetxena està distribuïda al llarg dels països musulmans de l'Orient Mitjà i de l'Àsia central.
- Ingúix: aprox. 230.000 parlants.
- Batsi: aprox. 2.500 parlants, sobretot a Zemo-Alvani, Kakhètia i Geòrgia. No és mútuament intel·ligible amb el txetxè i l'ingúix.

La majoria d'acadèmics consideren les llengües nakh o llengües caucàsiques nord-orientals centrals com una família separada de les Llengües caucàsiques, però altres les consideren com un subgrup de les llengües caucàsiques del nord-est.

## Comparació lèxica
Els numerals en diferents llengües nakh són:
| GLOSSA | Batsi  | Txetxè-ingúix | Txetxè-ingúix | PROTO- NAKH |
| GLOSSA | Batsi  | Txetxè        | Ingúix        | PROTO- NAKH |
| ------ | ------ | ------------- | ------------- | ----------- |
| '1'    | ʦħɑ    | ʦħɑ̰ʔ          | ʦħɑ           | *ʦħɑ-       |
| '2'    | ʃi     | ʃiʔ           | ʃiɦ           | *ʃi-        |
| '3'    | qo     | qɔʔ           | qoɦ           | *qo-        |
| '4'    | d-ʕivɦ | diʔ           | diɦ           | *di-        |
| '5'    | pχi    | pχiʔ          | pχiɦ          | *pχi-       |
| '6'    | jɛtχ   | jalχ          | jalχ          | *jalχ       |
| '7'    | vorɬ   | ʋɔr̥           | vorh          | *vorɬ       |
| '8'    | bɑrɬ   | bɑr̥           | bɑrh          | *bɑrɬ       |
| '9'    | isː    | ʔisː          | isː           | *isː        |
| '10'   | itːʼ   | ʔitː          | itː           | *itː        |